# Sabir Medschidowitsch Gussein-Sade

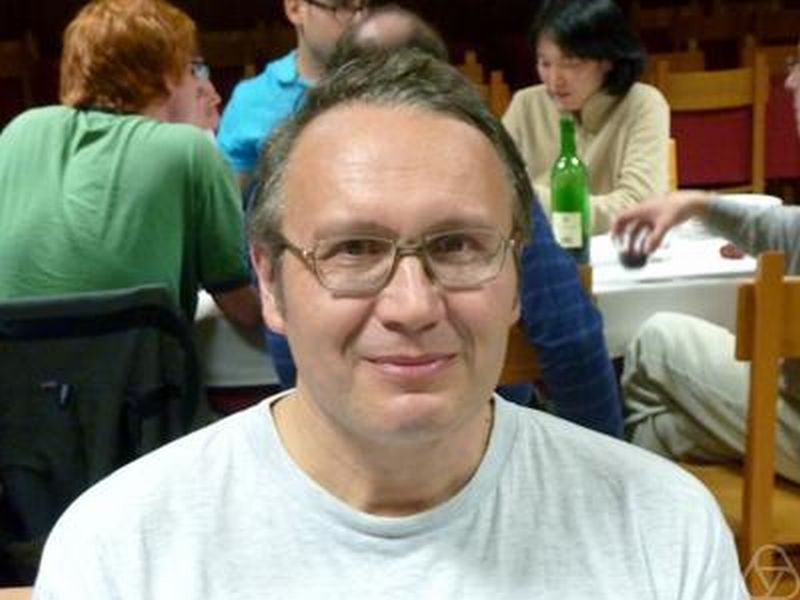
Sabir Gusein-Zade, El Escorial 2010

Sabir Medschidowitsch Gussein-Sade, russisch Сабир Меджидович Гусейн-Заде, englische Transkription Sabir Medgidovich Gusein-Zade, (* 29. Juli 1950 in Moskau) ist ein russischer Mathematiker.

## Leben und Werk
Gussein-Sade studierte an der Lomonossow-Universität, an der 1971 sein Diplom erwarb und an der er 1975 bei Sergei Petrowitsch Nowikow und Wladimir Arnold promoviert wurde. Von 1974 bis 1996 war er wissenschaftlicher Mitarbeiter (zuletzt leitender Wissenschaftler) in der Abteilung Geographie der Lomonossow-Universität und erst ab 1996 dort Professor in der Fakultät für Mechanik und Mathematik (Mechmat). Er habilitierte  sich 1991 (russischer Doktortitel) an der Lomonossow-Universität. Außerdem ist er seit 1991 Professor an der Unabhängigen Universität Moskau.
Er war Gastwissenschaftler an der State University of New York at Albany, an der Leibniz-Universität Hannover (wo er mit Wolfgang Ebeling zusammenarbeitete), der Universität Kaiserslautern, war Gastprofessor an der Universidad Complutense in Madrid und der Universität von Valladolid sowie der Universität Paris VII und der Universität Nancy.
Er befasst sich mit Singularitätentheorie, algebraischer Geometrie, Topologie und angewandter Mathematik.
Er ist verheiratet und hat zwei Kinder.

## Schriften
- mit Arnold, Alexander Nikolajewitsch Wartschenko Singularities of Differentiable Maps, 2 Bände, Birkhäuser 1985, 1988.